# Showtime!
Showtime! (jap. しょうたいむ！, kompletter Titel Showtime! ~Minami Ojō-san Datte H Shitai~ しょうたいむ！〜歌のお姉さんだってしたい〜) ist ein Erotik-Manga von Mai Girigiri, der seit August 2020 erscheint. Die Handlung des Mangas dreht sich um einen alleinerziehenden Familienvater, der Kinderbuchautor werden möchte, und eines Tages zufälligerweise auf das Idol Minami trifft. Die beiden begegnen sich seither immer wieder und kommen sich stetig näher. Der Manga erhielt im Jahr 2021 eine Umsetzung als Kurz-Anime, die zwischen Oktober und November gleichen Jahres in Japan gezeigt wurde.

## Handlung
Vor wenigen Jahren verstarb unerwartet die Frau von Shōji Fujimoto, was vor allem der vierjährigen Tochter Kana schwer zusetzte. Erst als sie durch Zufall die Kindersendung O-nee-san to Utaō! im Fernsehen sieht, gewinnt sie wieder Freude. Eines Tages besuchen Vater und Tochter den Drehort der Serie in der Hoffnung, dort auf Minami, die Hauptdarstellerin der Serie, zu treffen, müssen aber enttäuscht feststellen, dass sie nicht vor Ort ist. Um seine Tochter zu trösten, beschließt Shōji, ihr etwas Süßes zu kaufen. Im Restaurant, welches scheinbar ausgebucht ist, erhalten sie doch noch einen freien Platz. Gegenüber den beiden sitzt eine verkleidete junge Frau, die Minami gleicht und von Kana sofort als diese erkannt wird.
Shōji und Minami sprechen eine Zeit lang miteinander und bauen eine Freundschaft auf. Seither treffen sich Shōji, der Kinderbuchautor werden möchte, und Minami immer wieder und kommen sich so näher. Für Minami, die in einer Kinderserie auftritt, sind ihre sich entwickelnden Gefühle für Shōji jedoch nicht ganz ohne Folgen, denn als Idol sind jegliche Skandale absolut verboten und eine intime Beziehung zu anderen Menschen daher ein Tabu.

## Charaktere
Shōji Fujimoto (ふじもと しょうじ, Fujimoto Shōji)
Ein alleinerziehender Familienvater, der den Wunsch hat, Kinderbuchautor zu werden. Seine Frau starb zwei Jahre vor Beginn der Handlung. Durch Zufall treffen er und seine Tochter Kana in einem Restaurant auf Minami.
Minami Takasaki (たかさき みなみ, Takasaki Minami)
Die Hauptdarstellerin der Kinderserie O-nee-san to Uta-ou!. Sie liebt Kinder über alles. Allerdings ist sie in ihrem Privatleben einsam. Als Idol darf sie keine intime Beziehung eingehen, da jegliche Skandale verboten sind, was ihr emotional zusetzt. Erst als sie durch Zufall auf Shōji trifft, der ihr erklärt, dass sie durch ihre Rolle als Minami Onee-san viele Kinder glücklich macht, findet sie allmählich wieder Freude an ihrem Beruf.
Kana Fujimoto (ふじもと カナ, Fujimoto Kana)
Shōjis einzige Tochter. Ihre Lieblingsspeise sind Parfaits. Sie mag alle Darsteller und das Maskottchen Pao-tan aus der Serie O-nee-san to Uta-ou!.
Kazuhiro Onii-san (かずひろおにいさん)
Ein Darsteller in der Kinderserie O-nee-san to Uta-ou!, der vor allem unter Hausfrauen einen gewissen Bekanntheitsgrad erreicht hat.
Pao-tan (パオタン)
Das Maskottchen der Kindersendung O-nee-san to Uta-ou!, dessen Lieblingsspeise Äpfel sind.

## Medien
Mai Girigiri startete den Erotik-Manga am 31. August 2021 unter dem Titel Uta no O-nee-san Datte H Shitai ~Konna Kao, TV no Mae no Minna niwa Miserarenai yo~. Der Verlag Suiseisha veröffentlichte den ersten Band des Mangas im September des Jahres 2021.
Am 18. August 2021 kündigte der Verlag Suiseisha die Produktion eines Kurz-Anime an, der unter der Regie von Saburō Miura im Animationsstudio Rabbit Gate entstand. Die erste Episode wurde am 4. Oktober 2021 in einer unzensierten Version auf der Website ComicFesta gezeigt, während auf Tokyo MX, BS11 und auf dem YouTube-Kanal von ComicFesta die zensierte Fernsehfassung gezeigt wurde. Rikka Kitami singt in ihrer Rolle als Minami Takasaki des Titellied zum Anime. Unmittelbar nach der Ausstrahlung der achten und letzten Episode am 22. November 2021 wurde angekündigt, dass der Anime mit einer zweiten Staffel fortgesetzt wird.
Der US-amerikanische Publisher Ascendent Anime gab bekannt, den Kurzanime lizenziert zu haben und eine englischsprachige Synchronfassung zu produzieren. Im November 2022 wurden die Synchronsprecher für die englischsprachige Fassung vorgestellt.
| Rolle             | Japanische Stimme (Seiyū) |
| ----------------- | ------------------------- |
| Shōji Fujimoto    | Sen Yagami                |
| Minami Takasaki   | Rikka Kitami              |
| Kana Fujimoto     | Airi Akatsuki             |
| Kazuhiro Onii-san | Kanade Shirakami          |
| Pao-tan           | Alice Sakurai             |